# Tortezais
Tortezais är en kommun i departementet Allier i regionen Auvergne-Rhône-Alpes i centrala Frankrike. Kommunen ligger  i kantonen Hérisson som ligger i arrondissementet Montluçon. År 2022 hade Tortezais 175 invånare.

## Befolkningsutveckling
Antalet invånare i kommunen Tortezais
Referens: INSEE